# Gordonville (Alabama)
Gordonville é uma cidade  localizada no estado americano do Alabama, no Condado de Lowndes.

## Demografia
Segundo o censo americano de 2000, a sua população era de 318 habitantes.
Em 2006, foi estimada uma população de 300, um decréscimo de 18 (-5.7%).

## Geografia
De acordo com o United States Census Bureau, a localidade tem uma área de 14,7 km², dos quais 14,6 km² cobertos por terra e 0,1 km² cobertos por água.

## Localidades na vizinhança
O diagrama seguinte representa as localidades num raio de 24 km ao redor de Gordonville.